# Эва Лин
Эва Лин (англ. Eva Lin; род. 4 мая 1985, Манила) — американская транссексуальная порноактриса.

## Карьера
В 21 год Лин работала барменом и экзотической танцовщицей в DIVAS, транссексуальном ночном клубе в Сан-Франциско, Калифорния. Работая там, она познакомилась с транссексуальной исполнительницей Ясмин Ли. Она начала выступать в индустрии развлечений для взрослых и быстро получила признание за экстремальные выступления для таких компаний, как Kink.com и Grooby Productions.
Первыми наградами Лин стали премии Tranny Awards за 2012 год в номинациях «Лучшее новое лицо», «Лучший хардкор-исполнитель» и «Лучшая сцена» с Honey Foxx и Sebastian Keys для сайта TsSeduction.com Kink.com, для которого она снялась в 17 фильмах.
В марте 2014 года Лин стала первым эксклюзивным контрактным исполнителем для Trans500, студии, созданной режиссером Джошем Стоуном.

## Награды и номинации
| Год  | Церемония                       | Результат | Премия                                               | Работа               |
| ---- | ------------------------------- | --------- | ---------------------------------------------------- | -------------------- |
| 2011 | Tranny Awards                   | Номинация | Лучшая хардкор-модель                                | -                    |
| 2011 | Tranny Awards                   | Победа    | Лучший хардкор-исполнитель                           | -                    |
| 2011 | Tranny Awards                   | Победа    | Лучшая сцена                                         | TS Domination        |
| 2011 | Tranny Awards                   | Победа    | Лучшее новое лицо                                    | -                    |
| 2012 | Nightmoves                      | Номинация | Лучший транссексуальный исполнитель                  | -                    |
| 2012 | Tranny Awards                   | Номинация | Лучшая хардкор-модель                                | -                    |
| 2012 | Tranny Awards                   | Номинация | Лучшая соло модель                                   | -                    |
| 2012 | Tranny Awards                   | Номинация | Лучшая сцена                                         | TS Playground 1      |
| 2012 | Urban X Awards                  | Номинация | Транссексуальный исполнитель года                    | -                    |
| 2013 | AVN Awards                      | Номинация | Лучшая транссексуальная сцена                        | TS Playground 1      |
| 2013 | AVN Awards                      | Номинация | Лучшая транссексуальная сцена                        | TS Girl Adventures 9 |
| 2013 | AVN Awards                      | Номинация | Транссексуальный исполнитель года                    | -                    |
| 2013 | Nightmoves                      | Номинация | Лучший транссексуальный исполнитель                  | -                    |
| 2013 | Tranny Awards                   | Номинация | Лучший личный веб-сайт                               | -                    |
| 2013 | Tranny Awards                   | Номинация | Лучший хардкор-исполнитель                           | -                    |
| 2013 | XBIZ Award                      | Номинация | Транссексульный исполнитель года                     | -                    |
| 2014 | AVN Awards                      | Номинация | Лучшая транссексуальная сцена                        | Tranny Chaser        |
| 2014 | AVN Awards                      | Победа    | Транссексуальный исполнитель года                    | -                    |
| 2014 | Nightmoves                      | Номинация | Лучший транссексуальный исполнитель                  | -                    |
| 2014 | Nightmoves Fan Awards           | Номинация | Лучший транссексуальный исполнитель                  | -                    |
| 2014 | The Fannys                      | Номинация | Транссексуальный исполнитель года                    | -                    |
| 2014 | XBIZ Award                      | Номинация | Транссексуальный исполнитель года                    | -                    |
| 2015 | AVN Awards                      | Номинация | Лучшая транссексуальная сцена                        | TS Playground 12     |
| 2015 | AVN Awards                      | Номинация | Транссексуальный исполнитель года                    | -                    |
| 2015 | Nightmoves                      | Номинация | Лучший транссексуальный исполнитель                  | -                    |
| 2015 | Nightmoves Fan Awards           | Номинация | Лучший транссексуальный исполнитель                  | -                    |
| 2015 | Transgender Erotica Awards Show | Номинация | Лучший хардкор-исполнитель                           | -                    |
| 2015 | XBIZ Award                      | Номинация | Транссексуальный исполнитель года                    | -                    |
| 2016 | AVN Awards                      | Номинация | Премия фанатов: любимый транссексуальный исполнитель | -                    |
| 2016 | AVN Awards                      | Номинация | Лучшая транссексуальная сцена                        | Venus Lux Fantasies  |